# Berounka

De Berounka met zijn twee belangrijkste bronrivieren: De Mže (noordelijk) and Radbuza (zuidelijk). Rechts mondt de Berounka uit in de Moldau (paars).

De Berounka (Duits: Beraun) is een rivier in Bohemen (Tsjechië). Ze ontspringt in Pilsen door het samenvloeien van vier rivieren: de Radbuza, de Mže, de Úhlava en de Úslava en loopt via Centraal Bohemen naar Praag waar ze in de Moldau uitmondt.

De Berounka is ongeveer 139 kilometer lang.